# Machaeropteris
Machaeropteris är ett släkte av fjärilar. Machaeropteris ingår i familjen äkta malar.

## Dottertaxa tillMachaeropteris, i alfabetisk ordning[1]
- Machaeropteris acrogona
- Machaeropteris acutipennis
- Machaeropteris baloghi
- Machaeropteris ceramina
- Machaeropteris dryinarma
- Machaeropteris encotopa
- Machaeropteris eribapta
- Machaeropteris euthysana
- Machaeropteris halistrepta
- Machaeropteris histurga
- Machaeropteris horrifera
- Machaeropteris irritabilis
- Machaeropteris leptacma
- Machaeropteris limatula
- Machaeropteris magnifica
- Machaeropteris melicera
- Machaeropteris ochroptera
- Machaeropteris pelodelta
- Machaeropteris petalacma
- Machaeropteris phenax
- Machaeropteris plinthotripta
- Machaeropteris receptella
- Machaeropteris rugosella
- Machaeropteris scythopa
- Machaeropteris synaphria
- Machaeropteris taciturna
- Machaeropteris truculenta
- Machaeropteris turbata
- Machaeropteris unicella
- Machaeropteris vernacula